# حليفنا الصغير (كتاب)
حليفنا الصغير: سر موجز لمصير الشعب الآشوري أبان الحرب العظمى هو كتاب نشره ويليام ويغرام [الإنجليزية] عام 1920. ويغرام، هو كاهن أنجليكاني كان جزء من مهمة رئيس أساقفة كانتربري إلى الآشوريين، قدم في كتابه وصفًا مباشرًا لمساهمات المتطوعين الآشوريين خلال الحرب العظمى.

## الأمة الآشورية
الأمة الآشورية كان يقودها بطريركهم شمعون التاسع عشر بنيامين، وكانت ظروفها ترجع جزئيًا إلى نظام الملة العثماني، حيث كان التعامل مع الهيئات الدينية كمجموعات عرقية، لذلك فصلت ومنحت حكم ذاتي محلي. عند انضمامه إلى جانب الحلفاء خلال الحرب العالمية الأولى، كان البطريرك قائداً خاصاً لإحدى الكتائب.

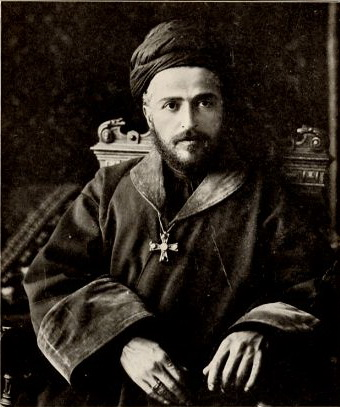
شمعون التاسع عشر بنيامين، قاد الأمة الآشورية إلى جانب الحلفاء، اغتيل عام 1918

أعترف القيصر نيقولا الثاني بجهود البطريرك الآشوريي وجنوده إلى جانب روسيا خلال الحرب، قبل الإطاحة به في عام 1917. وفي 25 أكتوبر من نفس العام سلم 200 ميدالية صليب القديس جرجس إلى مار بنيامين لتوزيعها على جنوده لشجاعتهم في المعركة.

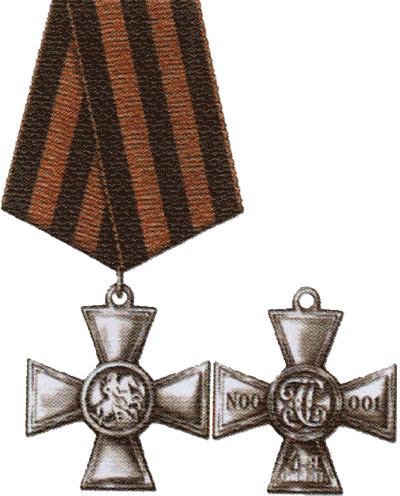
وسام القديس جورج

بالإضافة إلى ذلك، منح البطريرك وسام القديسة حنة (في الصورة أدناه) ووعده بوسام آخر يمنحه له بنفسه، ولكن الإطاحة بالقيصر في الثورات الروسية عام 1917 حالت دون منح هذا الوسام الثاني لمار بنيامين.

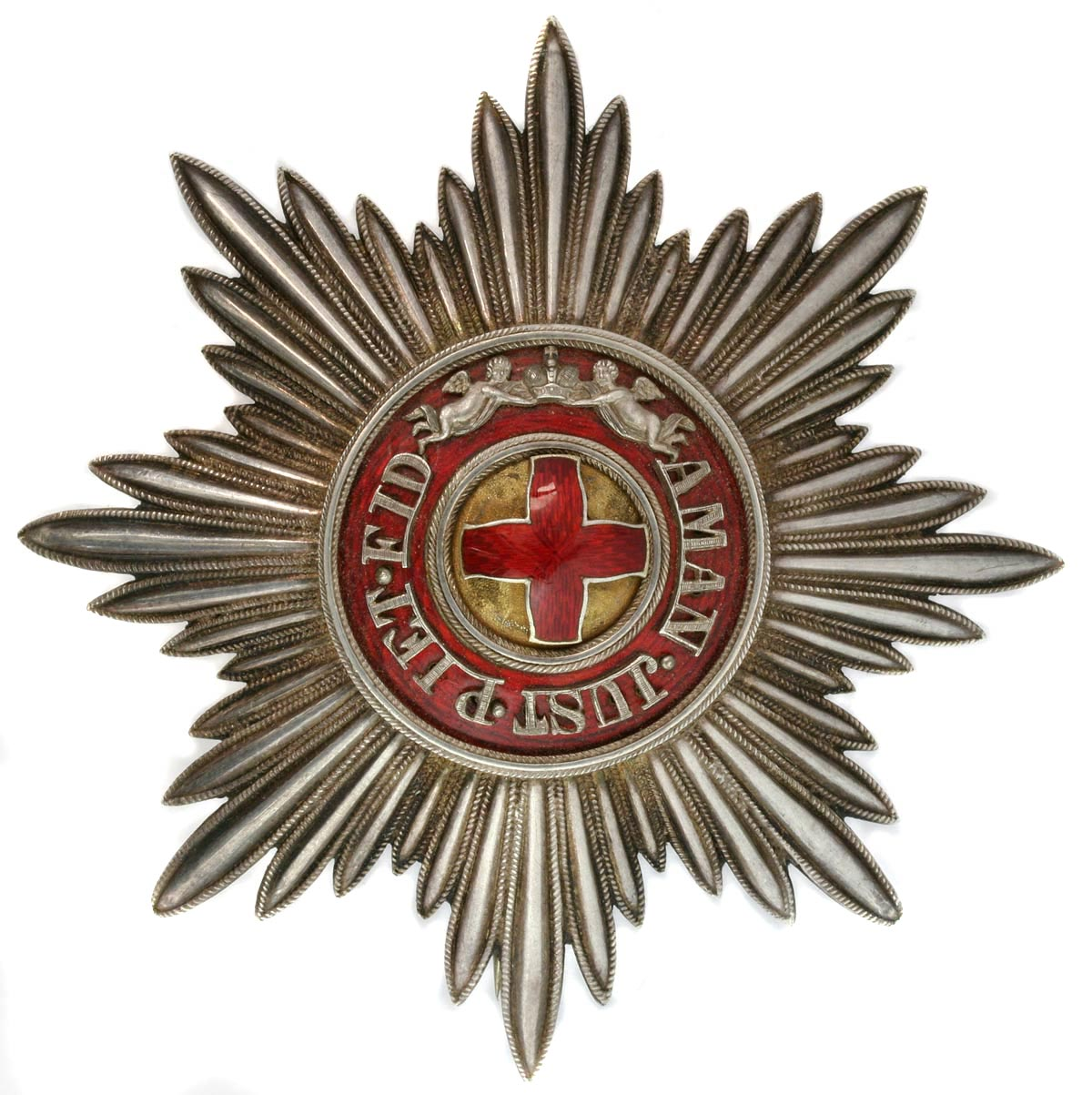
نجمة وسام القديسة حنة

في 3 مارس 1918، اغتيل مار بنيامين مع العديد من حراسه الشخصيين البالغ عددهم 150 شخصًا على يد سمكو شكاك (إسماعيل آغا شكاك)، آغا كردي، في بلدة كوهناشهر في سلماس (بلاد فارس) خلال الهدنة. واغتيل القيصر نيقولا الثاني مع عائلته في يوليو 1918.